# Hans Makart

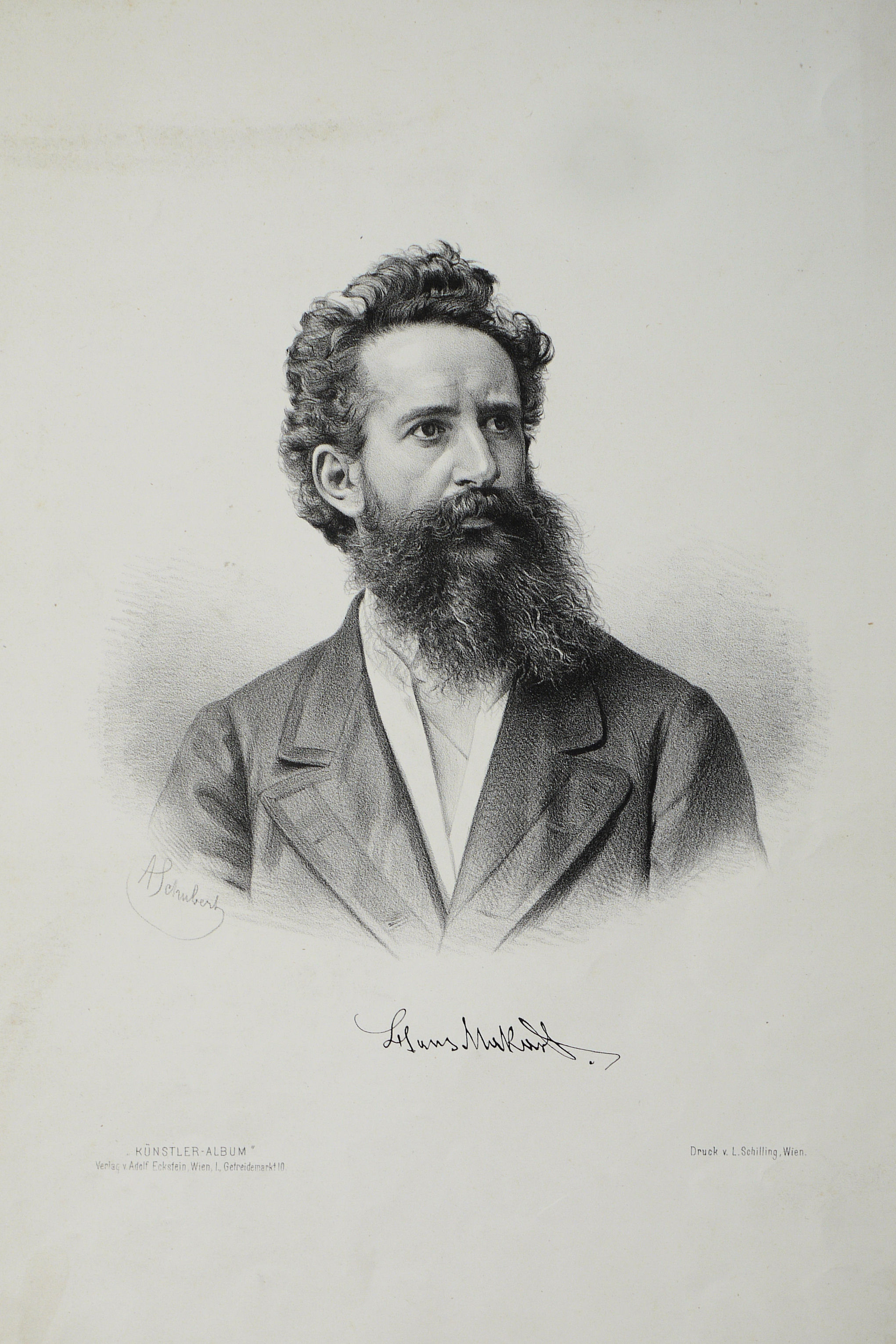
Hans Makart, Lithographie von A. Schubert um 1875

Hans Makart (* 28. Mai 1840 in Salzburg; † 3. Oktober 1884 in Wien) war ein österreichischer Maler und Dekorationskünstler. Er gilt als der repräsentative Maler der Ringstraßenepoche. Er wurde auf Geheiß von Kaiser Franz Joseph I. nach Wien berufen, wo ihm ein eigenes Atelier zur Verfügung gestellt wurde, und galt als Superstar der damaligen Zeit, die nach ihm die Makart-Zeit (1870er Jahre) genannt wurde.

## Leben
Johann Evangelist Ferdinand Apolinaris Makart war der Sohn des Zimmeraufsehers in Schloss Mirabell Johann Makart und dessen Gattin Maria Katharina Rüssemayr. Der Vater hatte sich bereits als Maler versucht und war 1849 in Italien gestorben. Makart ging 1858 nach Wien, wo er an der Akademie der bildenden Künste studierte, aber als untalentiert entlassen wurde. Daraufhin wandte er sich über Salzburg nach München, wo er zunächst beim mit ihm verwandten Jost Schiffmann studierte und 1860 an die Königliche Kunstakademie zu Karl Theodor von Piloty wechselte. Makart unternahm 1862 Studienreisen nach London und Paris, 1863, 1864 und 1866 nach Italien, ehe er 1869 nach Wien berufen wurde, wo ihm auf Staatskosten ein Atelier eingerichtet wurde.

Hans Makart auf dem Totenbett

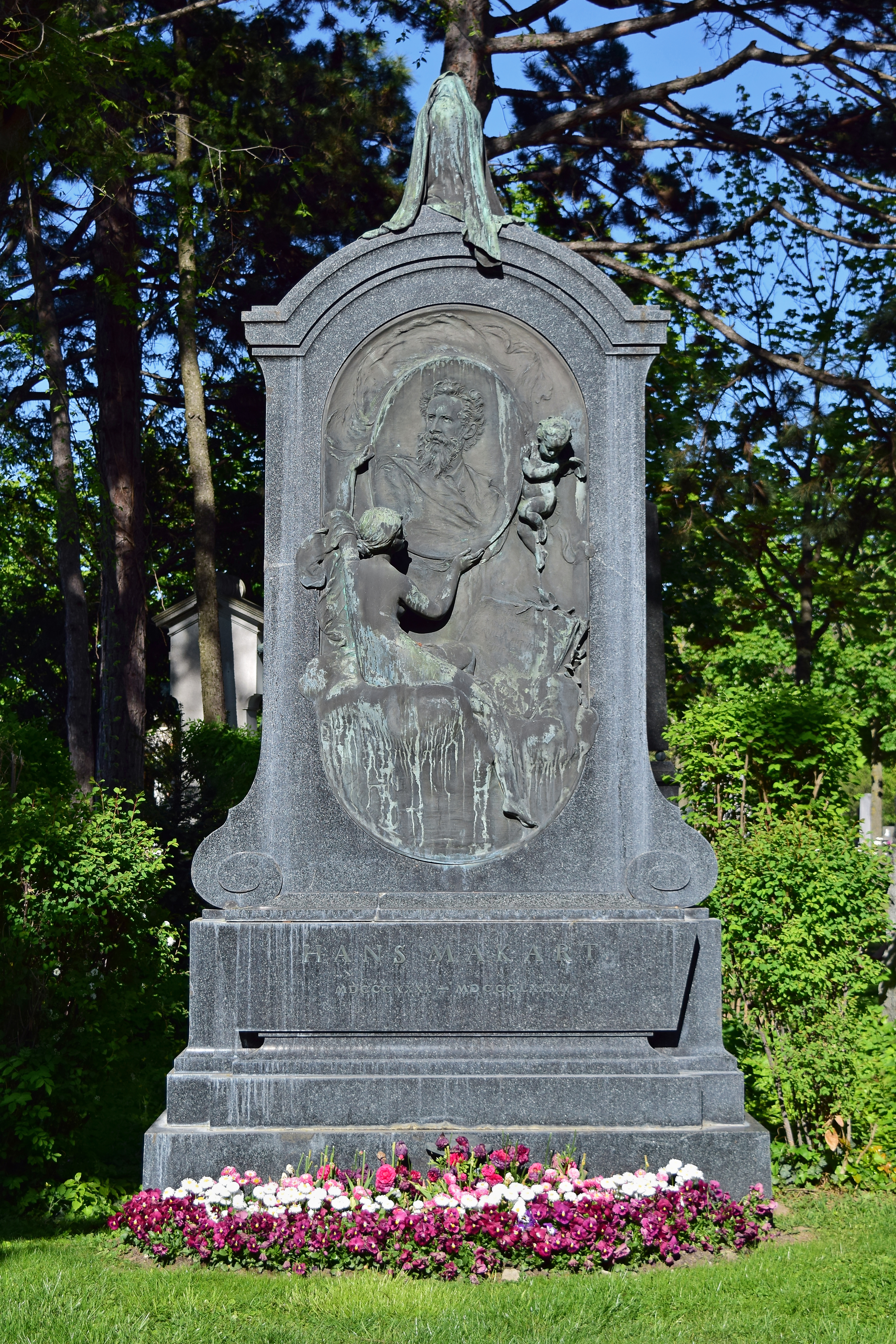
Grab von Hans Makart auf dem Wiener Zentralfriedhof

In diesem Jahr heiratete Makart die Münchnerin Amalie Franziska Roithmayr, die aber bereits 1873 verstarb. Den Winter 1875/1876 verbrachte Makart gemeinsam mit Rudolf Huber und Leopold Carl Müller in Ägypten, wo er in Kairo mit Franz von Lenbach zusammentraf. 1876 wurde Makart Professor an der Akademie in Wien. Er reiste 1877 nach Belgien und in die Niederlande und 1877–1878 nach Spanien und Marokko. 1878 wurde Makart Leiter der Spezialschule für Historienmalerei an der Wiener Akademie. Am 24. Juli 1879 organisierte er einen Festzug anlässlich der Silbernen Hochzeit des Kaiserpaares (Franz Joseph und Elisabeth), bei dem hunderte Akteure beteiligt waren und für welche er die Kostüme bis in Einzelheiten entworfen hatte, z. B. Renaissancekostüme für Abordnungen von Bürgern und Barockkostüme für Künstler. Zahlreiche seiner Skizzen dazu sind erhalten geblieben. Hans Makart führte den imposanten Zug an, gekleidet in einem Velasquez-Kostüm und auf einem Schimmel reitend.

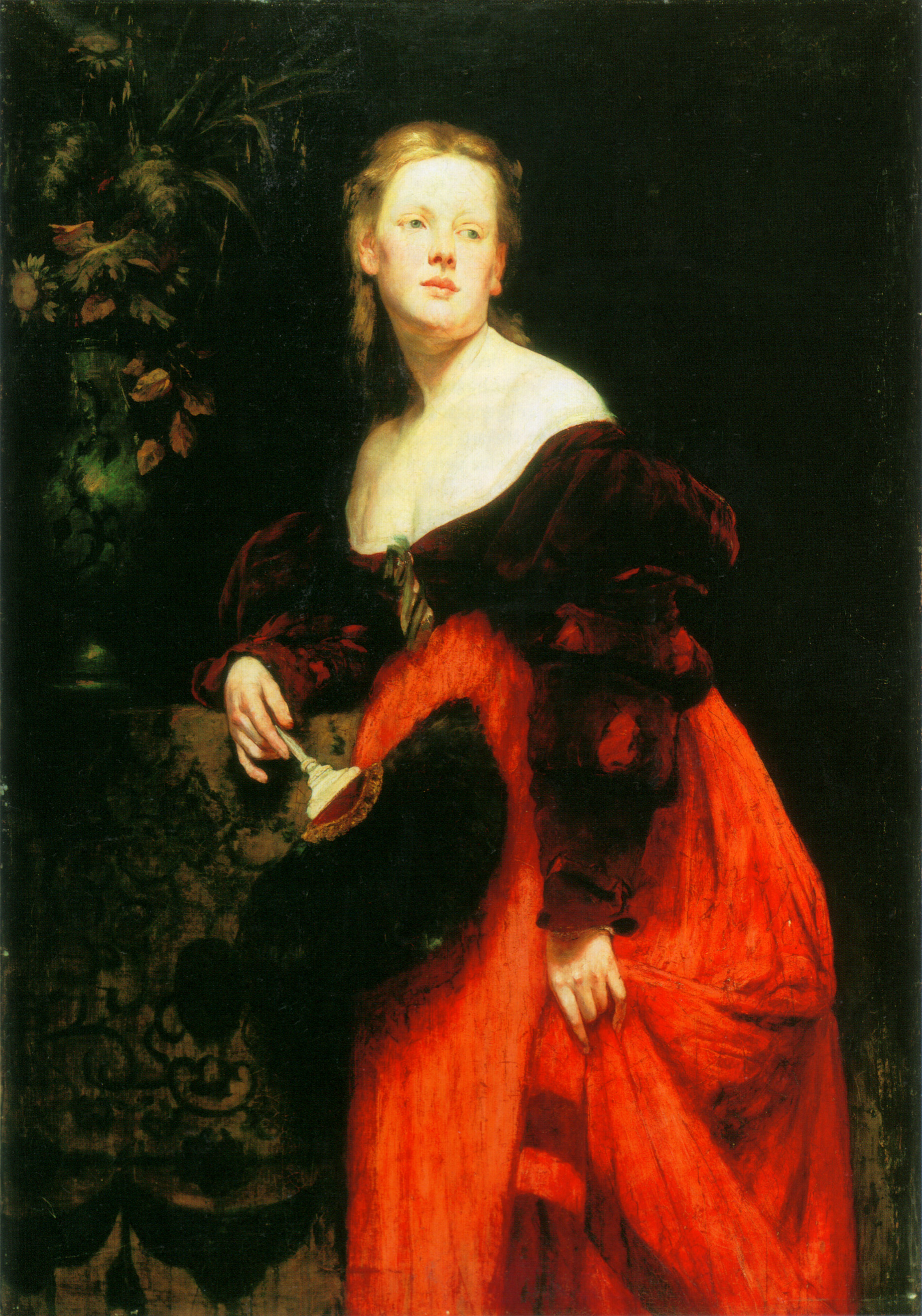
Bildnis der Karoline Gomperz, 1870

Von 1880 bis 1882 war Makart Vorstand des Wiener Künstlerhauses. In seinem Atelier veranstaltete er immer wieder üppige Feste, an denen bedeutende Persönlichkeiten der damaligen Zeit teilnahmen. Am 31. Juli 1882 heiratete Makart in der Pfarrkirche Maria Hietzing um 6 Uhr früh unter Ausschluss der Öffentlichkeit die ehemalige Primaballerina Bertha Linda. Im selben Jahr wurde er assoziiertes Mitglied der Académie royale des Sciences, des Lettres et des Beaux-Arts de Belgique (Classe des Beaux-Arts).
Makart starb 1884 mit 44 Jahren an einer syphilitischen Gehirnhautentzündung.

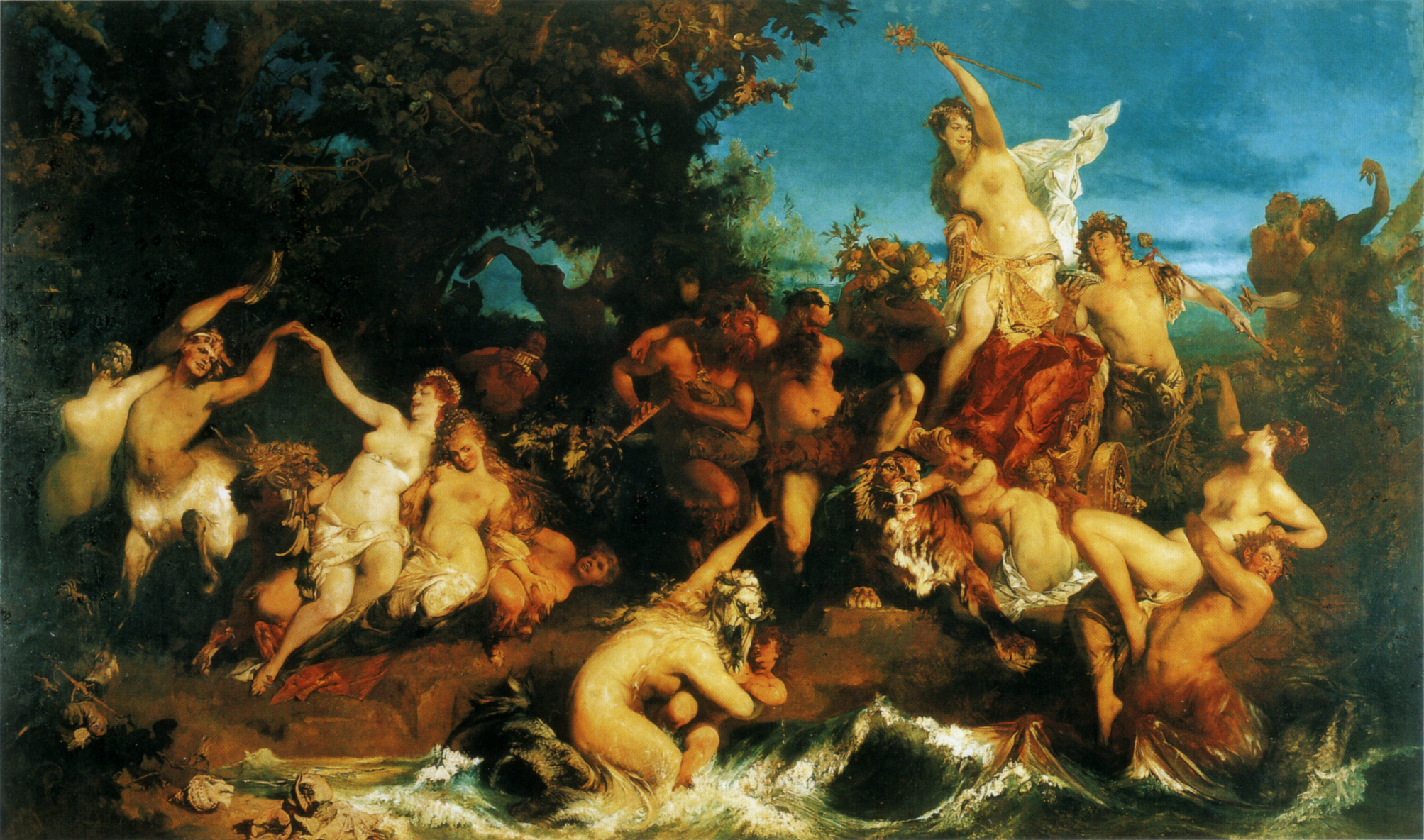
Der Triumph der Ariadne, Entwurf für den Vorhang der Komischen Oper im Wiener Ringtheater, um 1874

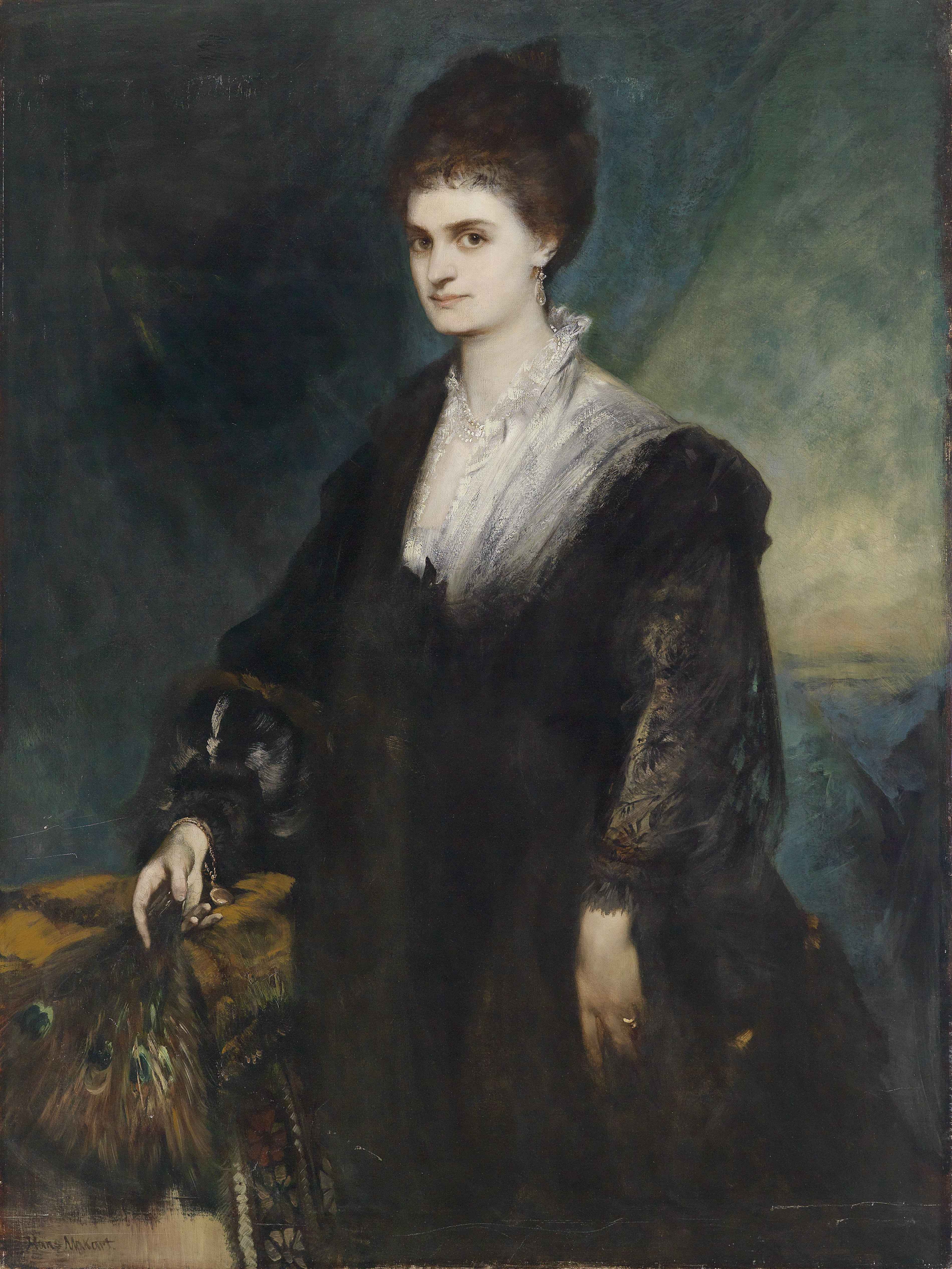
Bildnis der Gräfin Marie von Coudenhove-Kalergi, um 1875

## Werk

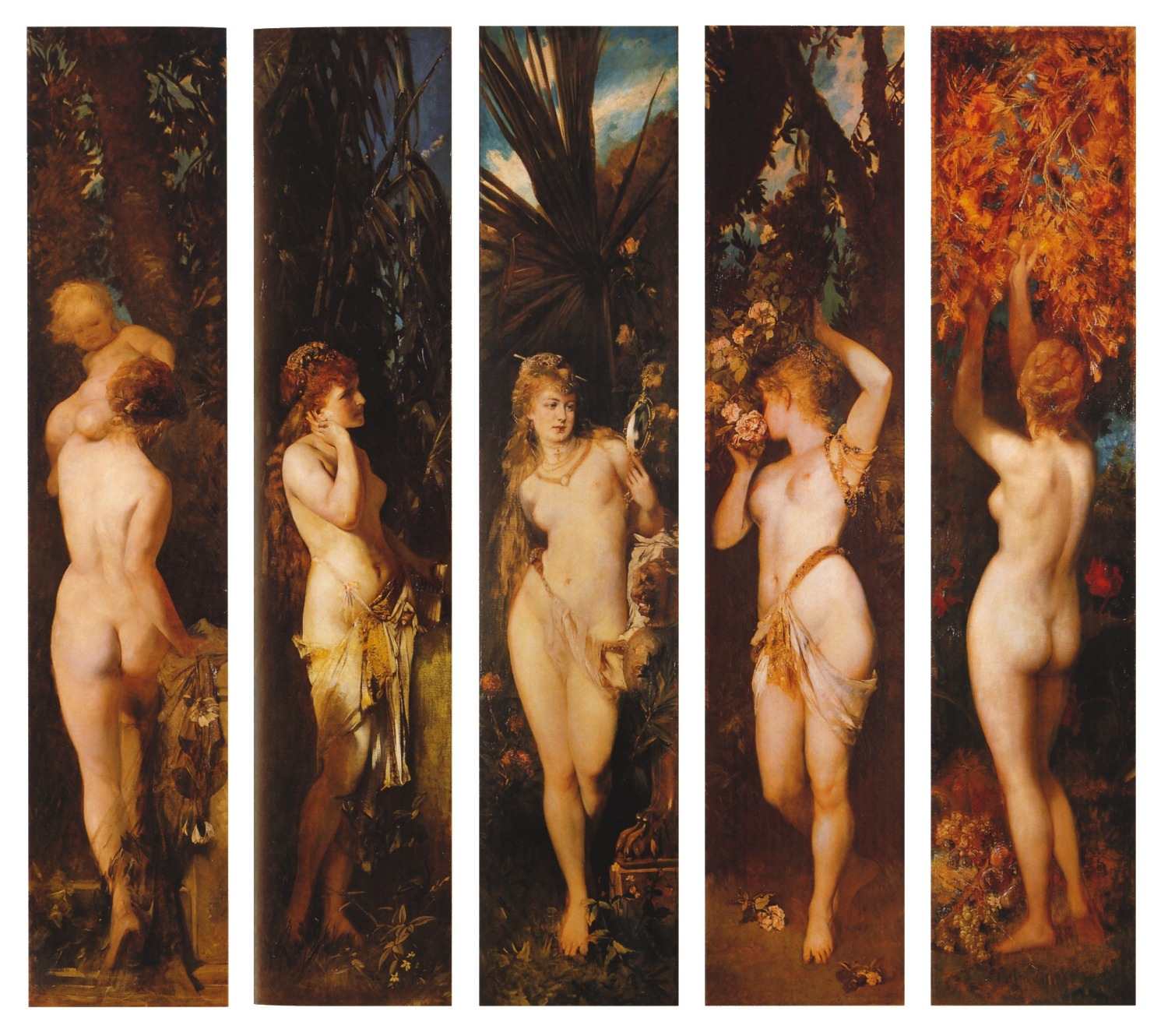
Die fünf Sinne: Das Gefühl – Das Gehör – Das Gesicht – Der Geruch – Der Geschmack, 1872–1879, Belvedere, Wien

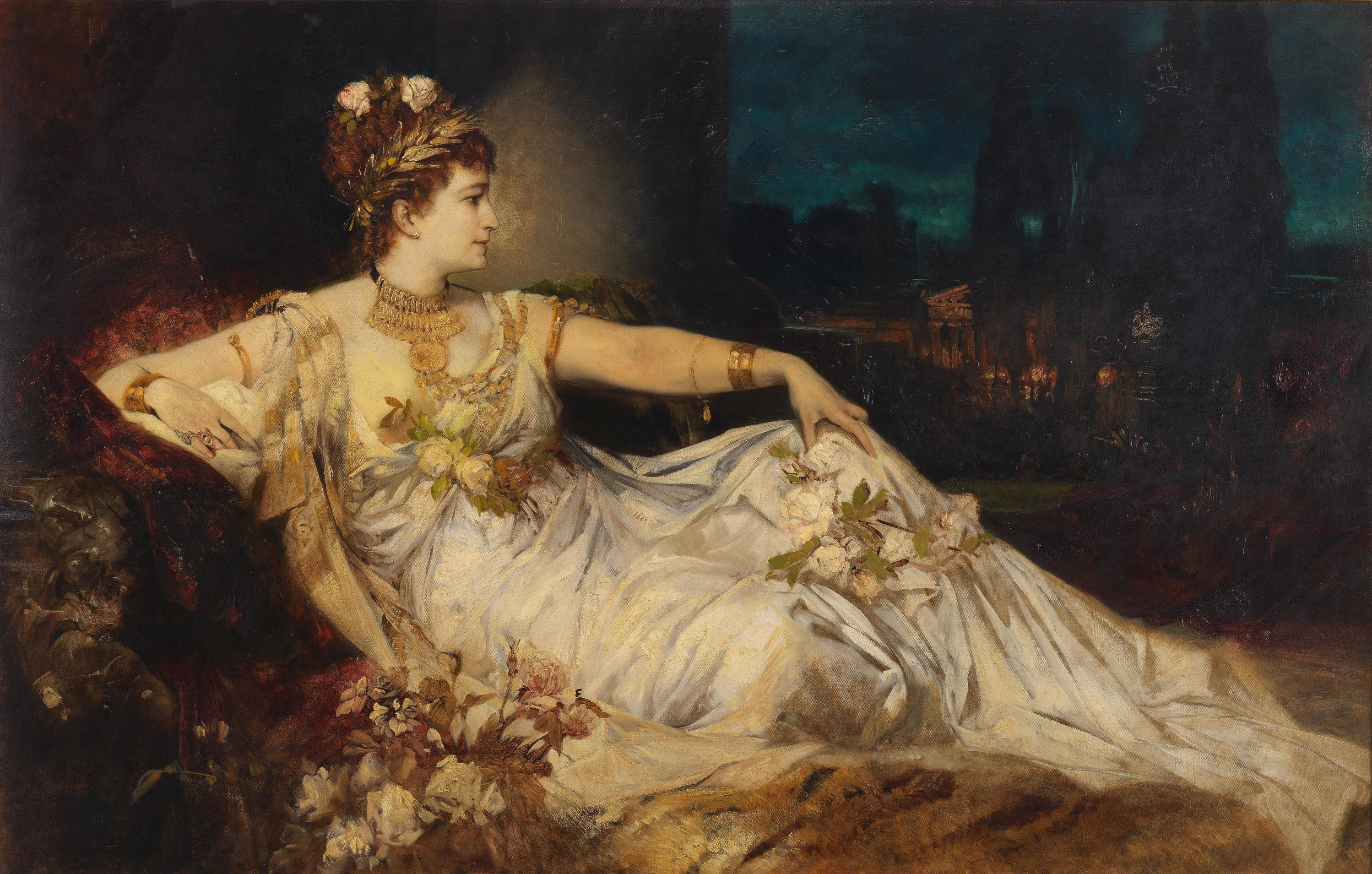
Charlotte Wolter als „Messalina“, um 1875, Wien Museum

Makarts wichtigste Vorbilder waren Tizian und Rubens. Seine Arbeiten zeichnen sich durch starke Sinnlichkeit und üppiges Pathos aus – allen ist ein Zug ins Theatralische eigen. Sie sind immer wieder als „Farbenrausch“ charakterisiert worden. Von seinen Gemälden ist vor allem der Zyklus Die fünf Sinne bekannt, der in der Österreichischen Galerie im Schloss Belvedere zu sehen ist.
Die meisten Aufträge für Gebäudedekorationen scheiterten an seinen Honorarforderungen, erst 1881 konnte seine Ausgestaltung des Stiegenhauses des Kunsthistorischen Museums in Wien begonnen werden. Diese Gemälde zeigen Allegorien der Malerei und der Plastik sowie zehn Darstellungen von berühmten Malern mit ihren Modellen.
Auch als Innenausstatter trat er auf, besonders für seinen Mäzen, den Industriellen Nikolaus Dumba, wobei sein üppig dekoriertes Atelier gleichsam eine Art Muster war. Sogar Hüte und Krägen wurden nach seinen Entwürfen angefertigt – er kam dem Ideal des Gesamtkunstwerkes damit sehr nahe.
Nach seinem frühen Tod war das Gefühl allgemein, dass mit ihm eine Epoche zu Ende gehe, und tatsächlich dauerte es nicht lange, bis er für Jahrzehnte fast zur Spottfigur wurde. Er übte allerdings einen nicht zu unterschätzenden Einfluss auf jüngere Maler aus, so etwa auf Gustav Klimt, der auch das Stiegenhausprojekt im Kunsthistorischen Museum weiterführte.

## Makartstil
Man spricht vom Makartstil bei der Wohnungseinrichtung des 19. Jahrhunderts, die durch großen Pomp, Plüsch, schwere Wandbehänge, Vertäfelungen und wuchtige Kronleuchter gekennzeichnet ist. Sie erfreute sich beim Wiener Großbürgertum der Gründerzeit großer Beliebtheit. In diesem Ambiente spielte auch der sogenannte Makartstrauß eine wichtige Rolle, ein Gebilde aus getrockneten Blumen, Palmwedeln, Binsen und Gräsern. Der Historiker Gordon A. Craig verweist darauf, dass Makart während der Gründerzeit im Deutschen Reich nach 1871 auch dort beliebt war.
Möbel im Makartstil zeichneten sich oft durch ebonisiertes sowie politiertes Hart- bzw. Weichholzgestell auf gedrechselten Beinen, manchmal mit ägyptisierenden Köpfen und in Form von Klauenfüßen endend, oft mit ornamentalen und floralen Marketerien in reichem Messingblech- bzw. Perlmuttdekor oder Porzellaneinlagen aus.
Arbeiten des Wiener Email waren oft Teil der Einrichtung des Makartstils.

## Makarts Atelier

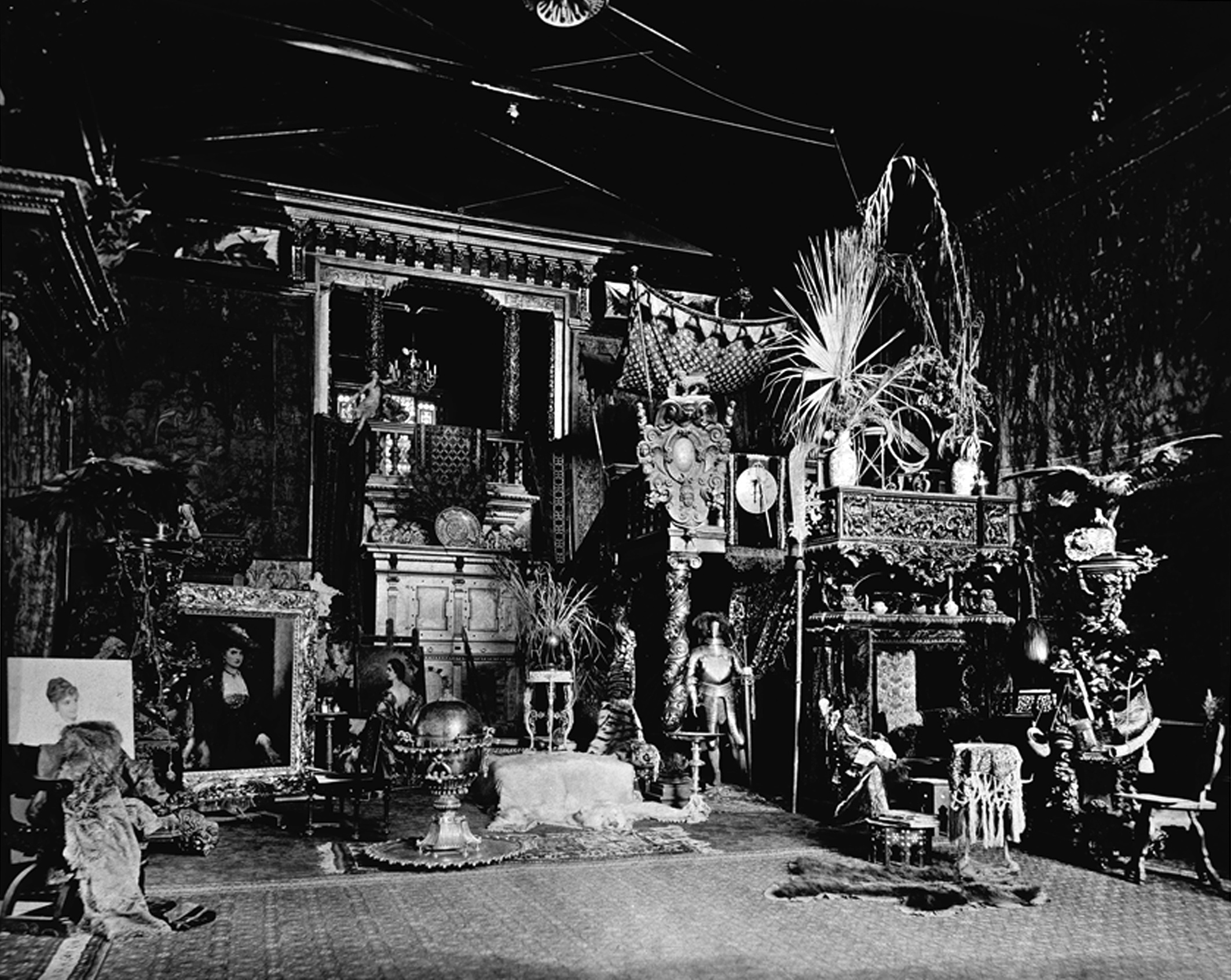
Makarts Atelier um 1875

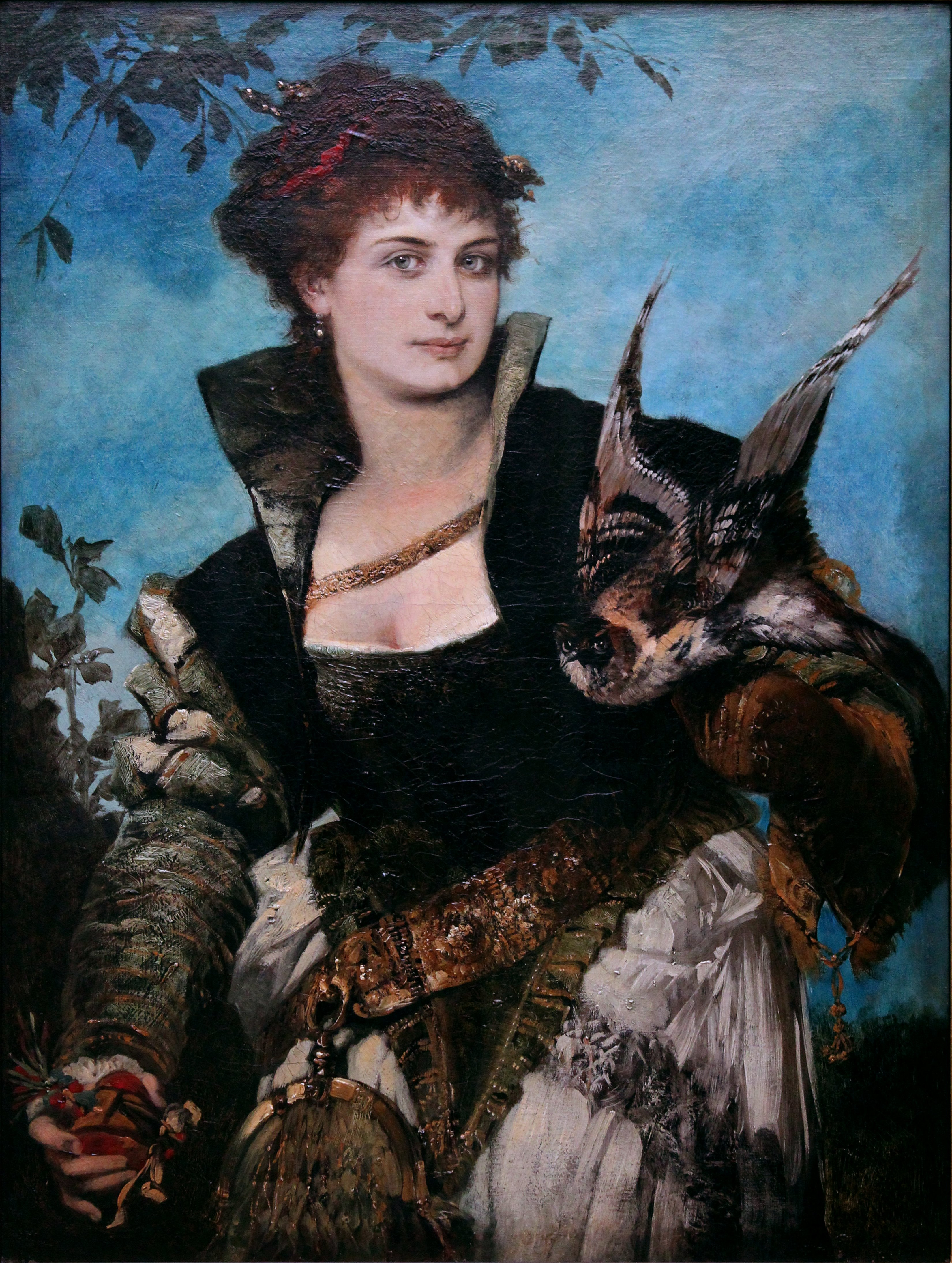
Die Falknerin, 1880

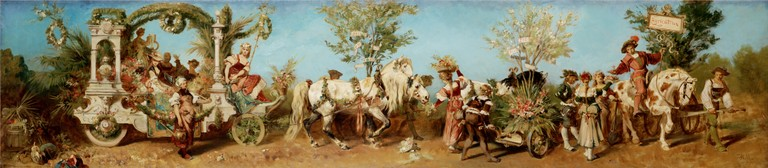
Entwurf zum Festzug 1879: Landwirte, 1879, Wien Museum

Nachdem Makart im März 1869 aus Rom nach Wien berufen worden war, hat man ihm auf Anordnung von Kaiser Franz Joseph ein Atelier mit einer Wohnung im Wohnhaus des Bildhauers Anton Dominik Fernkorns eingerichtet. 1872 ließ sich Makart auf eigene Kosten ein neues Atelier in der Gußhausstraße 25 errichten, das er mit Möbeln, Teppichen, Antiquitäten und Waffen üppig ausstattete. Der zweite Stock des alten Ateliers diente ihm als Wohnung. Ab 1873 fanden die legendären Atelierfeste statt, zahlreiche prominente Gäste besuchten ihn dort. Makarts Atelier, das auch öffentlich zugänglich war, wurde zu einer regelrechten Fremdenverkehrsattraktion. 1872 kam Kaiserin Elisabeth zu Makart. Auch ausländische Touristen suchten die Arbeitsstätte des Künstlers auf. Zwischen vier und fünf Uhr nachmittags dort zu erscheinen und dem sich theatralisch in Szene setzenden Künstler beim Malen zuzusehen, galt als Highlight eines Wien-Rundgangs. 1875 fand ein Atelierfest zu Ehren von Richard Wagner statt, bei dem auch der Maler Arnold Böcklin anwesend war und Franz Liszt Klavier spielte. Makart stellte sein großes Atelier auch anderen Künstlerkollegen unentgeltlich zur Verfügung, wie Eduard Charlemont, Franz von Lenbach, Emil Jakob Schindler oder Viktor Tilgner. 1879 fand im Atelier ein aufwendiges niederländisches Kostümfest statt. Mehrere Künstler haben Makarts Atelier im Bilde festgehalten. Nach dem Tod des Künstlers stand es leer und wurde schließlich 1916 abgerissen.

## Ehrungen

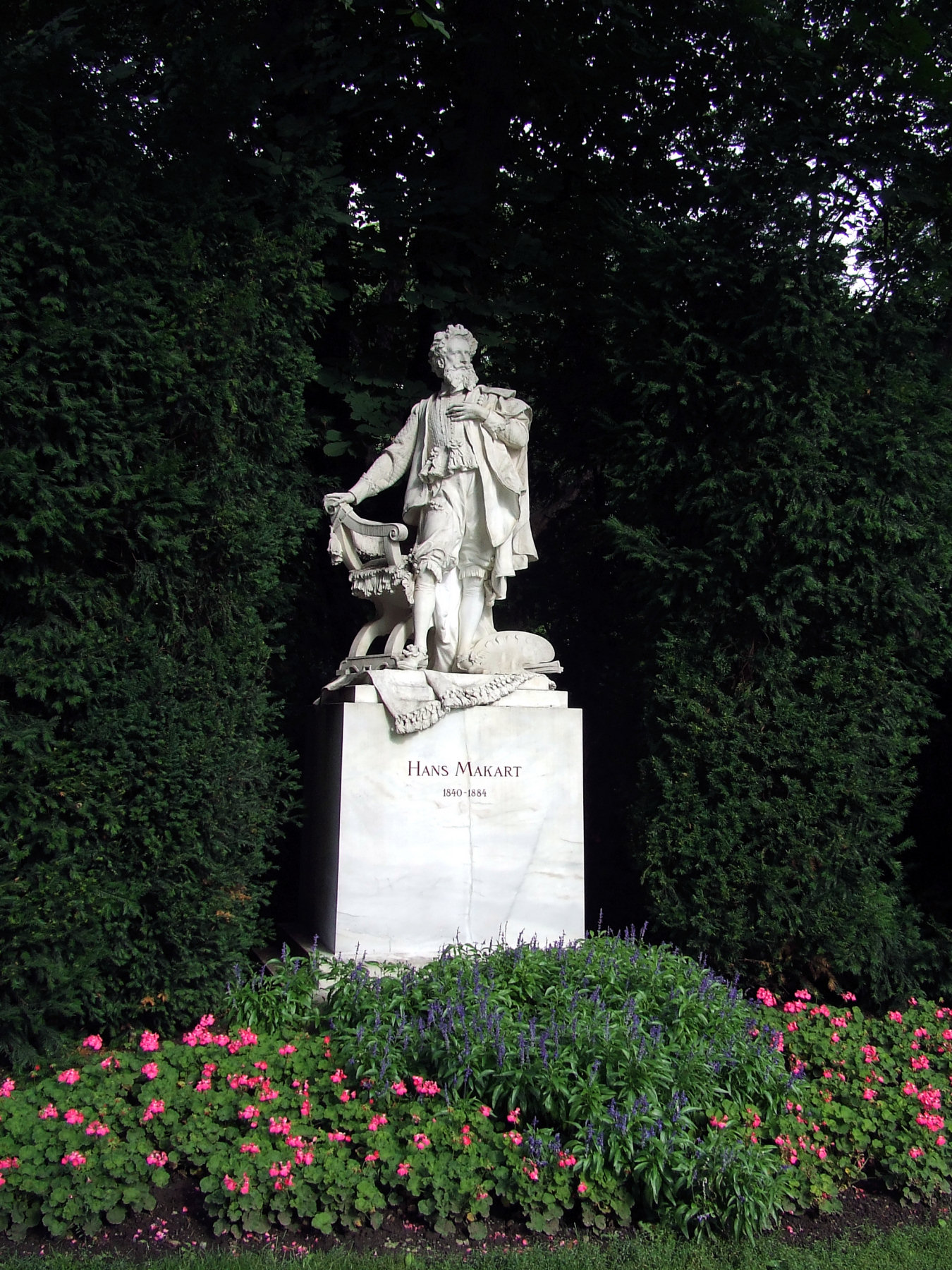
Hans-Makart-Denkmal im Wiener Stadtpark

Nachdem er in seinem Atelier aufgebahrt worden war, erhielt Makart ein Ehrengrab auf dem Wiener Zentralfriedhof (Gruppe 14 A, Nummer 32), das 1889 von Edmund Hellmer gestaltet wurde. Zu Ehren des Künstlers wurde 1894 in Wien-Innere Stadt die Makartgasse benannt. 1898 errichtete Fritz Zerritsch das Makartdenkmal aus Marmor im Wiener Stadtpark nach einem Entwurf von Viktor Tilgner. In Salzburg wurde noch zu Lebzeiten des Künstlers 1879 der Beschluss gefasst, den Hannibalplatz in Makartplatz umzubenennen. Zudem war dort später der Museumssteg, eine seit 1905 nächst dem Platz befindliche Fußgängerbrücke über die Salzach, in Makartsteg umbenannt worden (seit 2021 nun Marko-Feingold-Steg). In Linz ist die Makartstraße nach dem Maler benannt, nach der auch das Makartviertel so heißt.
Im Kinofilm Operette von 1940 des Regisseurs Willi Forst verkörperte der Schauspieler Viktor Heim den „Malerfürsten“ Hans Makart.

### Briefmarken
Die österreichische Post brachte mehrmals Sonderbriefmarken heraus, die Hans Makart zum Gegenstand haben. 1932 erschien im Rahmen einer sechs Marken umfassenden Serie über österreichische Maler ein Wert mit dem Porträt von Makart. 1948 kam eine Marke mit dem Bild Makarts unter dem Titel Wiener Künstlerhaus heraus. 1961 erschien ebenfalls eine Marke 100 Jahre Künstlerhaus mit einem Motiv nach einem Gemälde Makarts. 1990 erschien eine Sonderbriefmarke zu Makarts 150. Geburtstag. Zuletzt wurde am 9. Juni 2011 ein Block herausgegeben, der zwei Marken mit Gemälden Makarts aus dem Bestand des Wien Museums enthält.

## Werke (Auszug)

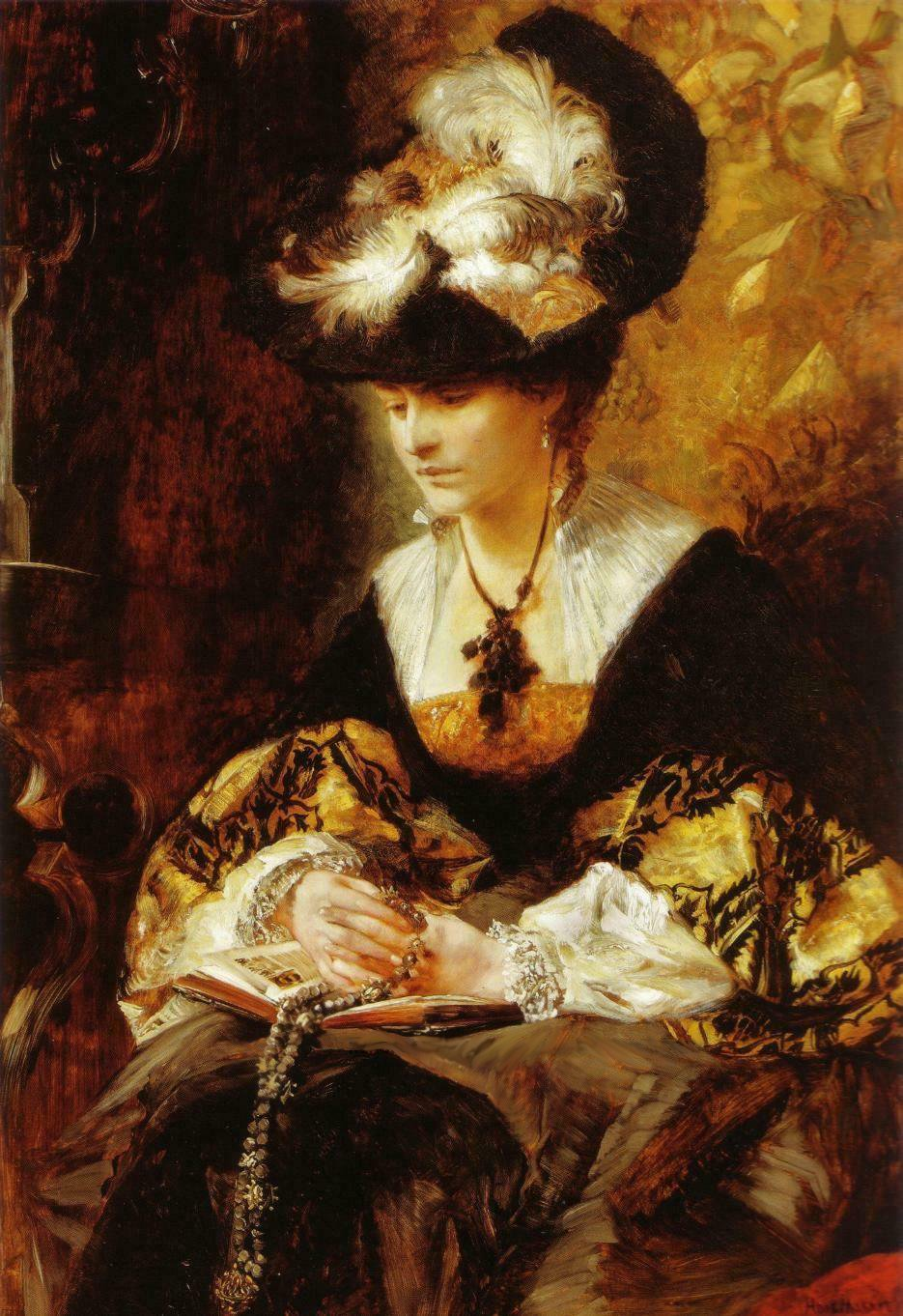
Bildnis der Gräfin Palffy (Die Betende), 1880

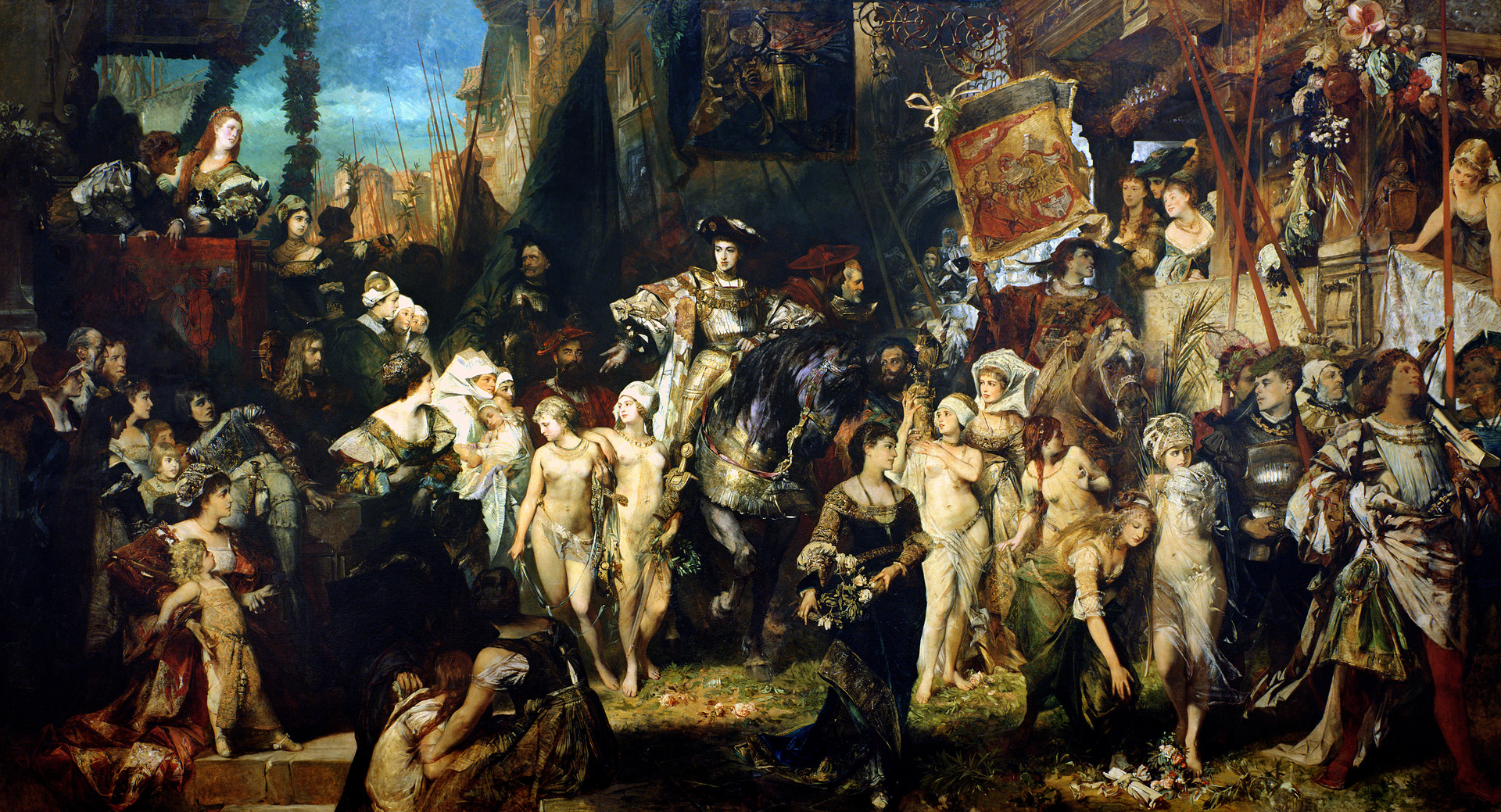
Der Einzug Karls V. in Antwerpen, 1878

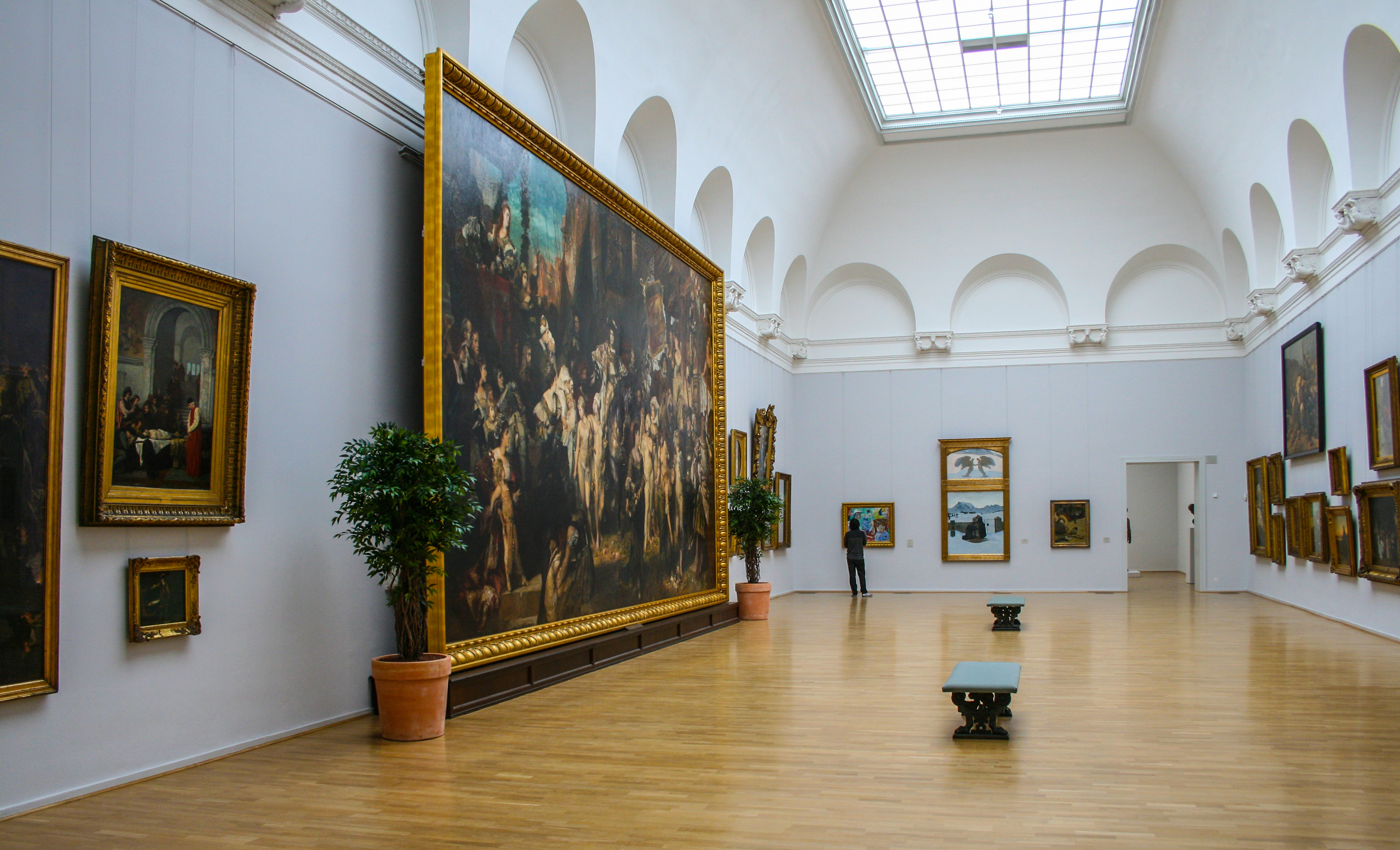
Makarts Gemälde „Der Einzug Karls V. in Antwerpen“ vor dem Umbau der Hamburger Kunsthalle

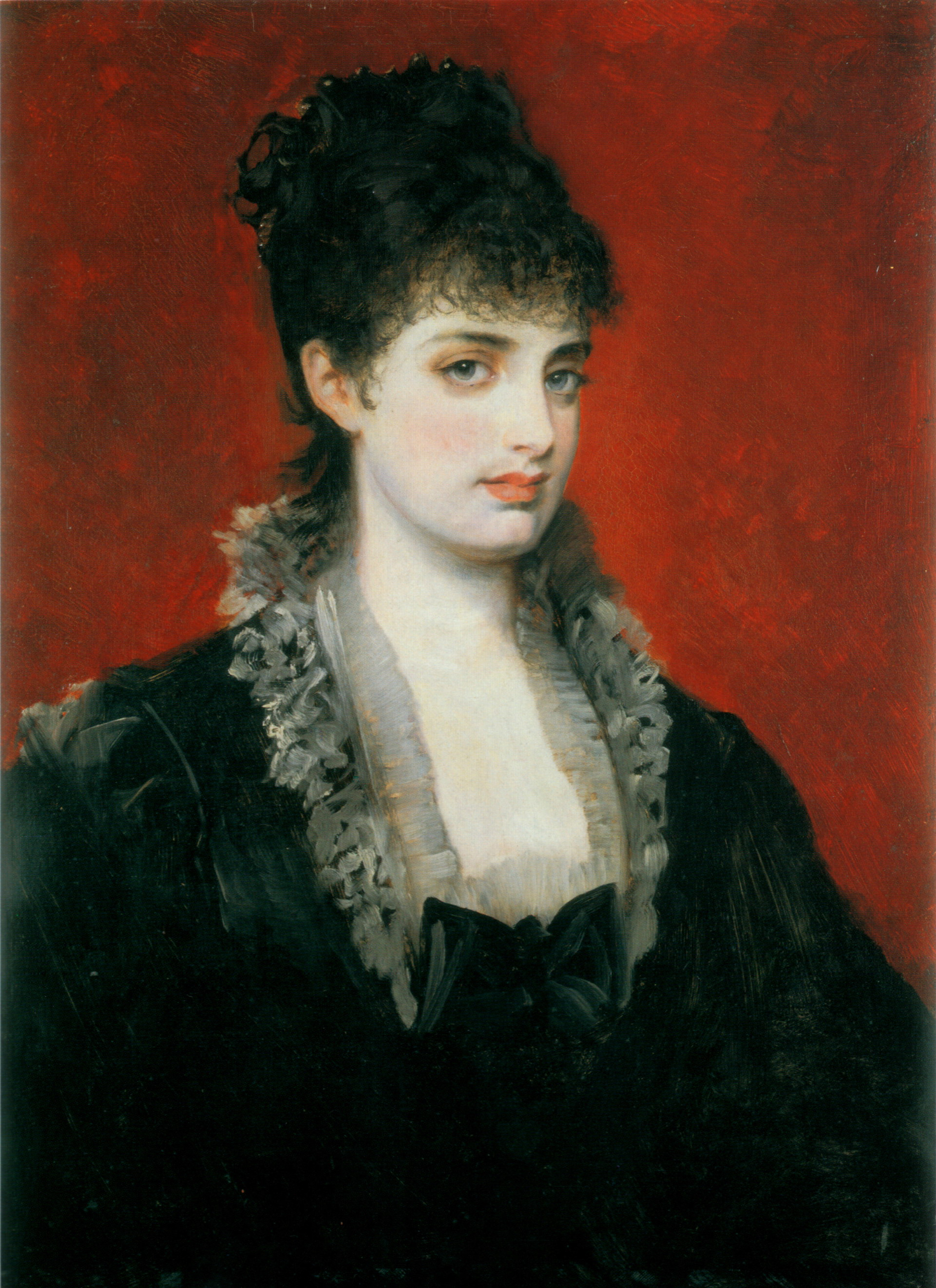
Bildnis Anna von Waldberg, 1883

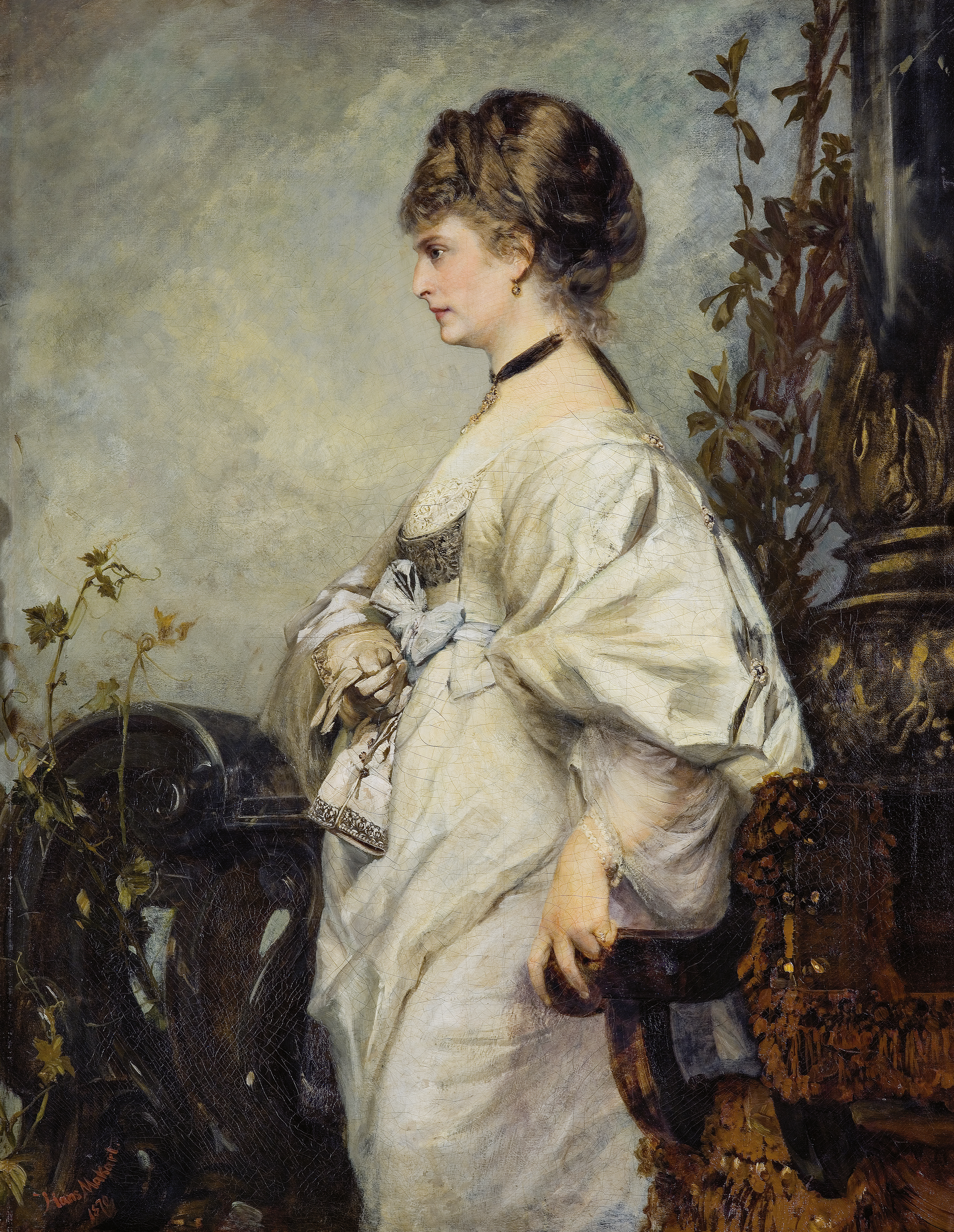
Magdalena Plach, 1870, Belvedere, Wien

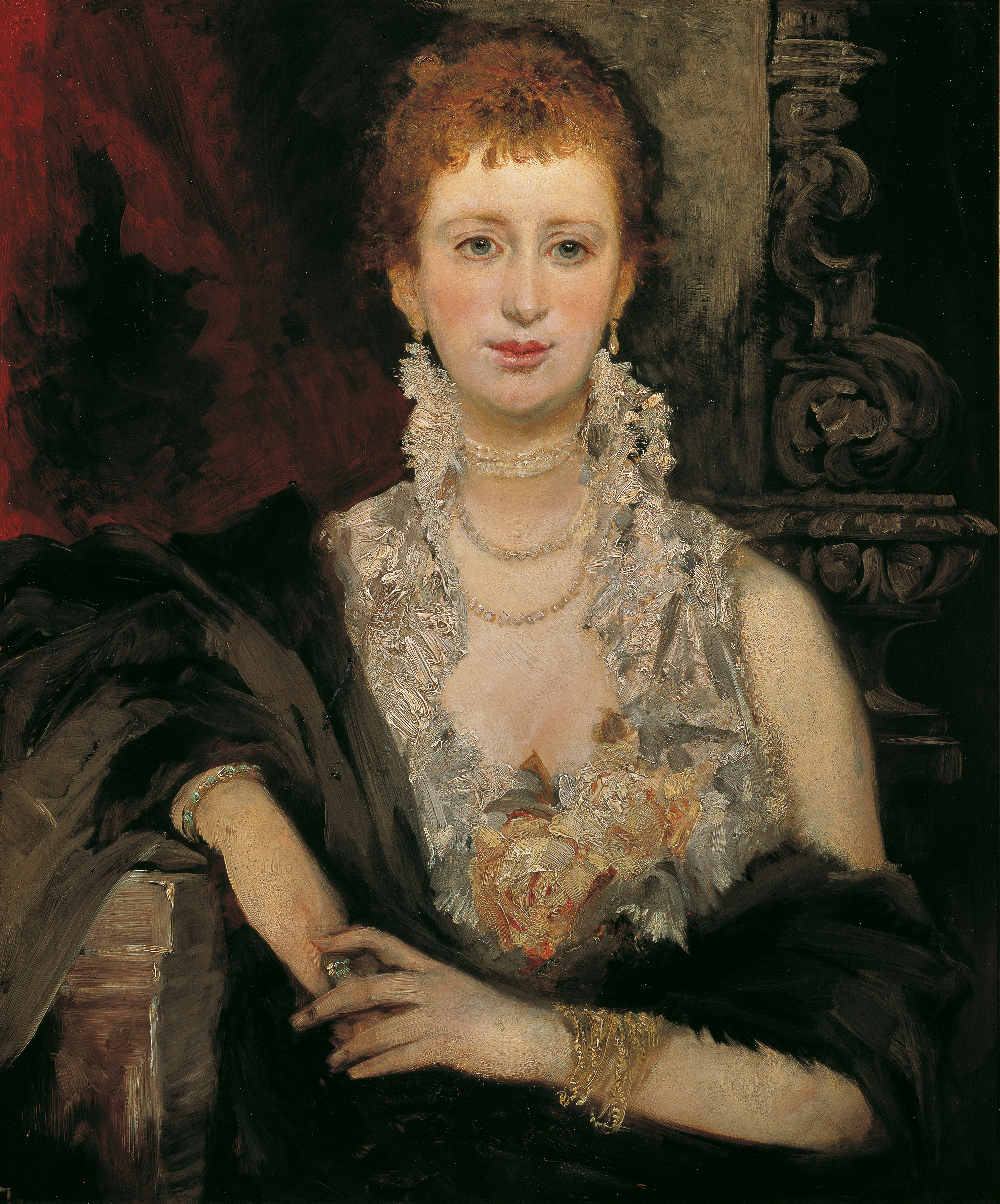
Clothilde Beer, um 1880, Belvedere, Wien

- Nero beim Brand von Rom (Hôtel Bristol, Salzburg), 1865[8]
- Bacchanal (Leopold Museum), um 1865, Ölstudie auf Karton, 22,5 × 71 cm
- Eugenie Schaeuffelen, Tochter des Verlegers Friedrich Bruckmann, (Wien, Belvedere), 1867, Öl auf Leinwand, 158 × 113 cm
- Moderne Amoretten (Leopold Museum), 1868, Öl auf Leinwand, Triptychon
- Abundantia, Die Gaben der Erde, 1870
- Ein Putto reinigt die Waffen des Mars, 1870
- Magdalena Plach (Wien, Belvedere), 1870, Öl auf Leinwand, 125 × 160 cm
- Dame am Spinett (Wien, Belvedere), 1871, Öl auf Leinwand, 83 × 36 cm
- Frau in schwarzer Robe (Privatbesitz), 1873, Öl auf Leinwand, 126,5 × 80 cm
- Venedig huldigt Caterina Cornaro (Wien, Belvedere), 1873–1874, Öl auf Leinwand, 400 × 1060 cm
- Helene von Racowitza (Landesmuseum Oldenburg; 15.751), Öl auf Leinwand, 1874
- Bildnis der Frau von Munkácsy, nach 1874, Niedersächsisches Landesmuseum, Hannover
- Der Liebesbrief (Privatbesitz), 1875, Öl auf Holz, 144,5 × 111 cm
- Johanna Elisabeth Maria von Klinkosch, 1875[9]
- Der Tod der Kleopatra, 1875, Öl auf Holz, 122,5 × 83 cm, Dorotheum, Wien, April 2013.
- Charlotte Wolter als Messalina (Wien Museum, Inv. Nr. 16.803), 1875, Öl auf Leinwand, 142 × 223 cm
- Dame in Rot (Linz, Lentos Kunstmuseum, Inv. Nr. 46), um 1875, Öl auf Holz, 120 × 79,5 cm
- Ein Nubier (Wien, Liechtenstein Museum, Inv. Nr. GE2392), 1875/76, Öl auf Leinwand, 272 × 155 cm
- Die Niljagd der Kleopatra, 1876
- Der Einzug Karls V. in Antwerpen (Kunsthalle Hamburg), 1878, Öl auf Leinwand, 520 × 952 cm[10]
- Die Eisenbahnen (Wien Museum), 1879, Öl auf Leinwand
- Porträt Dora Fournier Gabillon (Wien Museum), 1879/80, Öl auf Holz
- Clothilde Beer (Wien, Belvedere), um 1880, Öl auf Holz, 82 × 68 cm
- Die Falknerin (München, Neue Pinakothek, Inv.-Nr. 13291), um 1880, Öl auf Leinwand, 106,3 × 79,8 cm
- Lünettenbilder im Stiegenhaus des Kunsthistorischen Museums Wien, 1881–1884
- Porträt Maria Gräfin von Dönhoff (als Mädchen; Privatbesitz), 1882, Öl auf Leinwand, 240 × 110 cm[11]
- Junge Ägypterin Blumen  (Landesmuseum Darmstadt), um 1883
- Der Sieg des Lichts über die Finsternis (Wien, Belvedere), 1883/84, Öl auf Leinwand
- Der Triumph der Ariadne (Wien, Belvedere), Öl auf Leinwand, 207 × 186 cm
- Die Fünf Sinne (Wien, Belvedere), Öl auf Leinwand

## Ausstellung
- 2007: Hans Makart (1840–1884) – Das große Liebesspiel, Salzburg Museum
- 2011: Makart – Ein Künstler regiert die Stadt, Wien Museum
- 2011: Makart – Maler der Sinne, Belvedere, Wien[12]
- 2018/19: Malerfürsten, Kunst- und Ausstellungshalle der Bundesrepublik Deutschland, Bonn
- 2020/23: in der Lichtwark-Galerie der Hamburger Kunsthalle: Making History. Hans Makart und die Salonmalerei des 19. Jahrhunderts. Kurator Markus Bertsch